# Псилы
Псилы — легкая стрелковая (лучники и пращники) пехота Византии. Название копирует наименование застрельщиков древнегреческих армий (в Византии очень быстро вместо римской внедрялась греческая военная терминология). В равной со скутаторами доле составляли пехоту Византии и прикрывали последних в бою стрельбой. Одетые в кожаные или стёганые латы и вооружённые топориками, они могли постоять за себя в рукопашной борьбе. Они также носили круглые малые щиты. Лучников называли также токсотами.
А дротикометателей звали псилоями. Иногда имели на вооружении однолезвийные мечи. В византийской армии имелись и пельтасты, выполнявшие функции средней пехоты.

Боевой порядок македонского войска. Псилы расположены впереди.

## Древняя Греция
В армиях Древней Греции псилы были лёгкой пехотой, которая обычно действовала в качестве застрельщиков и стрелков и отличалась от гоплитов своим легким вооружением и отсутствием брони.
В классической античности и поздней античности, а также на протяжении всего существования Византийской империи самые легковооруженные войска, обычно оснащенные оружием дальнего боя и сражавшиеся нерегулярно в рыхлом строю, считались «псилоями». Среди псилоев были лучники (токсотаи), метавшие камни или металлические пули пращники (сфендонетаи), метатели дротиков (аконтистай)., метатели обычных камней именовались литоболоями.
Псилы были наименее престижным военным классом древнего мира. Членом псилоев обычно был мужчина или мальчик из низших слоев своего общества, неспособный позволить себе щит и доспехи гоплитов, не говоря уже о лошади, на которой ездил элитный кавалерист hippeus (ἱππεύς). Другим термином для члена псилоев был гимнетес (γυμνῆτες), буквально: «голый». Легкую пехоту также можно было бы назвать эузоной («активная», «легкобронированная»; имя, общее с современными эвзонами), хотя это могут быть любые легковооруженные войска, такие как гоплиты, развернутые без щитов, которые не будут считаться псилоями. Пельтастаи (носители легких щитов, целители) были промежуточным классом пехоты, лучше бронированными, чем псилы, но менее оснащенными, чем гоплиты — тяжелая пехота, вооруженная для ближнего боя в составе фаланги.

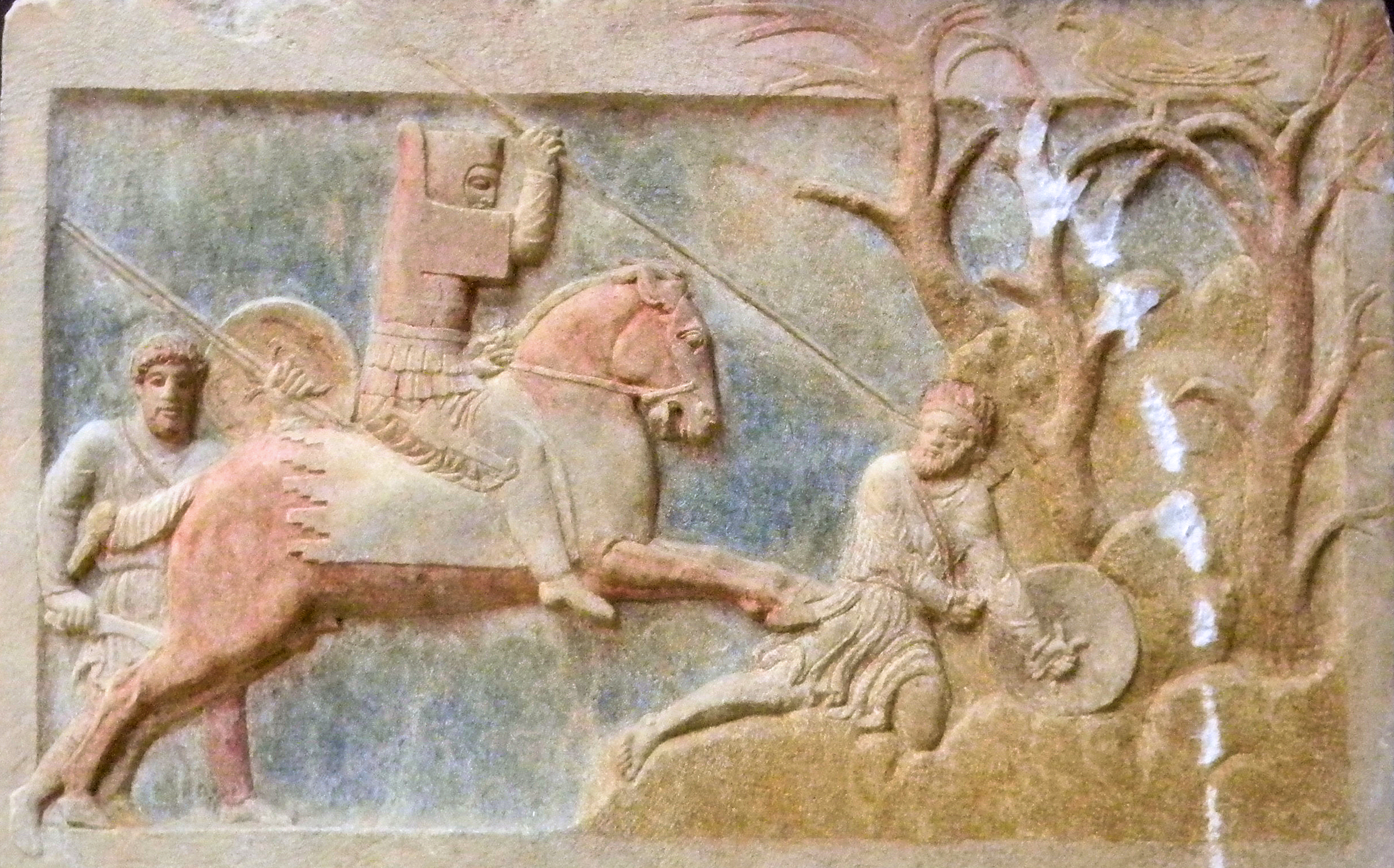
Ахеменидский династ атакует греческого лёгкого пехотинца, нач. IV века до н. э..

Псилы сражались как застрельщики. Их задачей было беспокоить вражескую фалангу до столкновения, попытаться спровоцировать беспорядок и защитить свои рубежи от вражеских стрелков. Они также могли более высоко расположенную местность вокруг и на поле боя, а также каким-либо образом помешать противнику во время его марша, развертывания или размещения лагеря. Непосредственно перед атакой линии псилы отходили через фалангу и развертывались позади неё или на её крыльях. Они избегали ближнего боя с более хорошо вооруженными противниками, если только у них не было преимущества благодаря особенно благоприятной местности.
Псилов можно было использовать тактически, чтобы постоянно беспокоить врага, не имея возможности вступить с ним в бой. Известное сражение псилоев против гоплитов произошло в битве на острове Сфактерия.

## Древний Рим
'Для описания велитов Полибий в своей «Всеобщей истории» использовал термин легковооружённые. Они использовали короткие легкие дротики, длинные металлические наконечники которых были спроектированы так, чтобы сгибаться при попадании в щит, чтобы предотвратить повторное использование врагом после броска. Велиты в качестве застрельщиков стояли перед более тяжелой пехотой легиона. Полибий описывает типичного велита как имеющего шлем и небольшой круглый щит парму.
Военные трактаты на греческом языке позднеантичного и более позднего византийского периодов Римской империи называют все легкие войска псилами, независимо от их защитного снаряжения. Их использовали в качестве застрельщиков, но часто они располагались регулярными линиями позади или среди рядов тяжелой пехоты, обычно вооруженные луками.